# Os Meses (Bruegel)
A série Os Meses é um ciclo pictórico incompleto de pinturas a óleo sobre madeira do mestre flamengo da Renascença Pieter Bruegel realizado em 1565 e que representou aspectos da vida quotidiana desenvolvida ao ar livre ao longo do ano.
A série foi composta de seis pinturas, cinco das quais chegaram até ao presente, sendo as seguintes: Dia sombrio, correspondendo aos meses de fevereiro e março, a pintura perdida corresponderia aos meses de abril e maio, Ceifa do feno, correspondendo aos meses de junho e julho, Ceifeiros, correspondendo aos meses de agosto e setembro, e Regresso da manada, correspondendo aos meses de outubro e novembro, e Caçadores na Neve, correspondendo aos meses de dezembro e janeiro.
Para Mary Sprinson Jesús, a série de pinturas os Meses é um ponto marcante na história da arte ocidental. Bruegel afastou-se da prática rigorosamente seguida pelos artistas renascentistas, tanto do norte como do sul, de limitar a paisagem a um mero papel de apoio na pintura devocional cristã, e vemos em seu lugar um novo Humanismo, ao mesmo tempo pastoral e vernáculo. Numa inovação extraordinária, cenas prosaicas, não ideais, com os camponeses a cultivar a terra, a cuidar dos seus rebanhos ou a caçar surgem enquadrados numa paisagem dominante.
Com Bruegel, a paisagem deixou de ser simplesmente o enquadramento para uma história bíblica ou mitológica, sendo a própria natureza, incluindo a natureza humana, o sujeito da obra. Bruegel era um humanista e um observador exímio da natureza em todas as suas formas, incluindo a humana, e nesta série, ele celebra a natureza e a actividade do homem integrado nela. Estas cenas campestres mostram a vida de todos, o trabalho diário repetido durante gerações.

## História
A série foi encomendada pelo comerciante abastado e conhecedor de arte Niclaes Jonghelinck de Antuérpia. Em 1594, a série foi comprada pelo Conselho desta cidade para a oferecer de presente a Ernesto, Arquiduque da Áustria, o governador dos Países Baixos que estava em Bruxelas, tendo a série depois integrado as colecções imperiais vienenses.
No século XIX a série foi em parte desmembrada, tendo algumas obras sido integradas em museus estrangeiros, ainda que três dos quadros permaneçam no Museu de História da Arte em Viena de Viena.

## Descrição
As cenas geralmente mostram um grupo de figuras em primeiro plano que se dedicam a actividades camponesas sazonais e, na restante parte da pintura, uma visão paisagística espectacular descrita com precisão nas componentes luminosa e atmosférica das estações. Do ponto de vista de simbólico tem-se tentado dar um significado mais profundo à série, considerada agora como uma celebração da epopeia camponesa no ciclo anual e, por outro lado, como símbolo de uma natureza dominante face à actividade humana.

### Dia sombrio

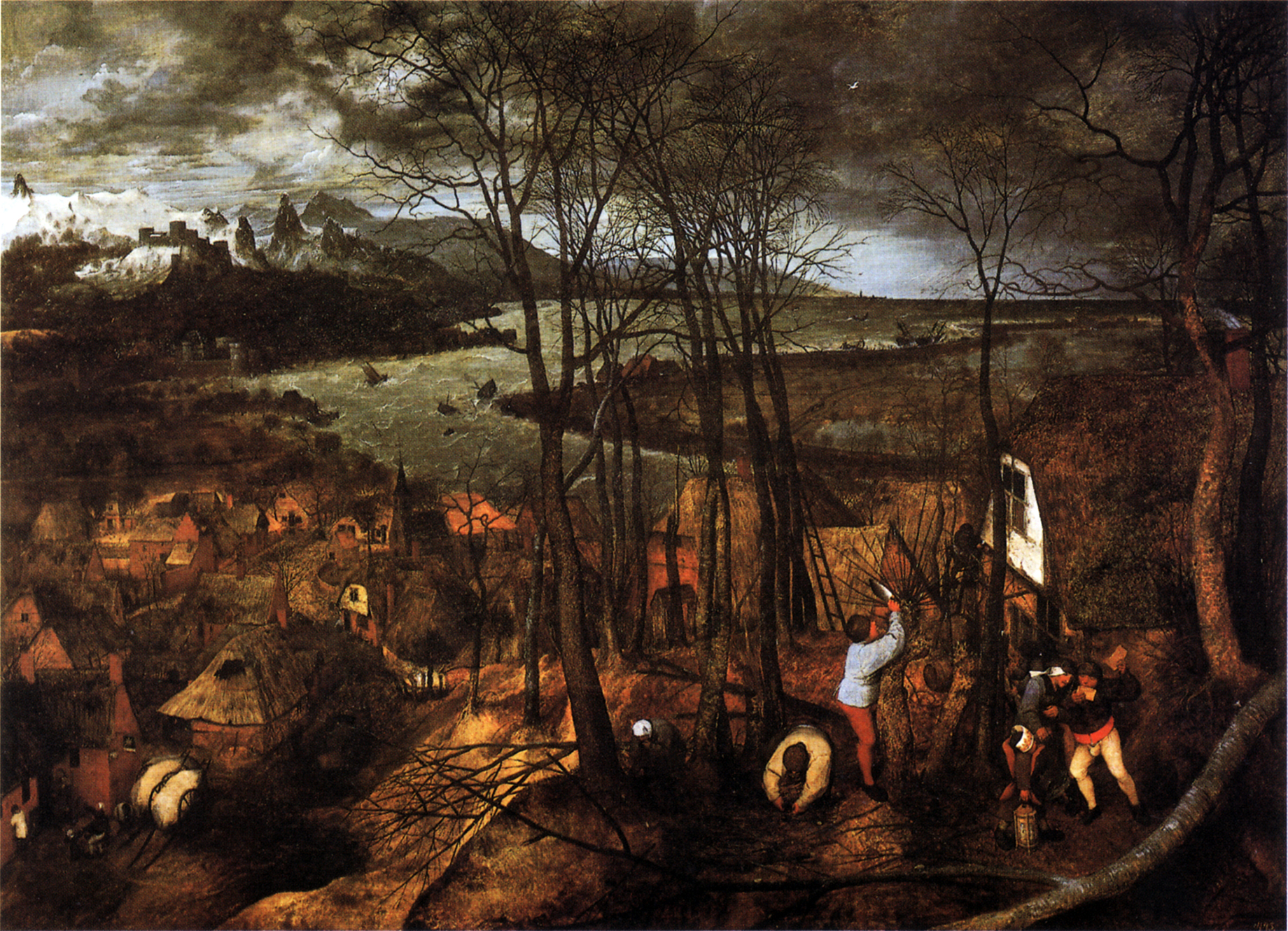
Dia sombrio (1565), de Pieter Bruegel, no Museu de História da Arte em Viena, Viena

Dia sombrio (em neerlandês:  De Sombere Dag),  é uma das pinturas a óleo sobre madeira componentes da série Os Meses, pintada por Pieter Bruegel em 1565, com 118 cm de altura e 163 cm de largura, e que se encontra actualmente no Museu de História da Arte em Viena, Viena.
Em primeiro plano, ao centro, três camponeses trabalham no campo estando um de pé a podar ramos secos de uma árvore e dois outros dobrados recolhendo lenha. As três figuras à direita, em vez disso, socializam alegremente, sendo uma provável referência ao Carnaval face à coroa de papel na cabeça da criança que leva uma lanterna e estando o homem a comer bolachas. No canto esquerdo, uma mulher e uma criança conduzem um homem a uma taberna, vendo-se ainda um tocador, um camponês encostado à parede, talvez bêbado, outro está agachado junto de uma carroça, e outro ainda a reparar o telhado de uma casa.
Para além da aldeia estende-se uma ampla paisagem, com a foz de um rio onde navegam barcos em dificuldade nas ondas. O céu está carregado de nuvens, mas do lado esquerdo está a clarear após a passagem de uma tempestade. Numa extraordinária paisagem de montanhas cobertas de neve existe um castelo.
É notável a síntese cromática da pintura, com o contraste entre os tons quentes do bosque e da aldeia, e os tons frios da água, do céu e das montanhas. Os brancos que aparecem sobre as montanhas, na empena da casa rústica à direita, no carrego da carroça e nas roupas de alguns personagens em primeiro plano, dão vivacidade à cena.

### A ceifa do feno

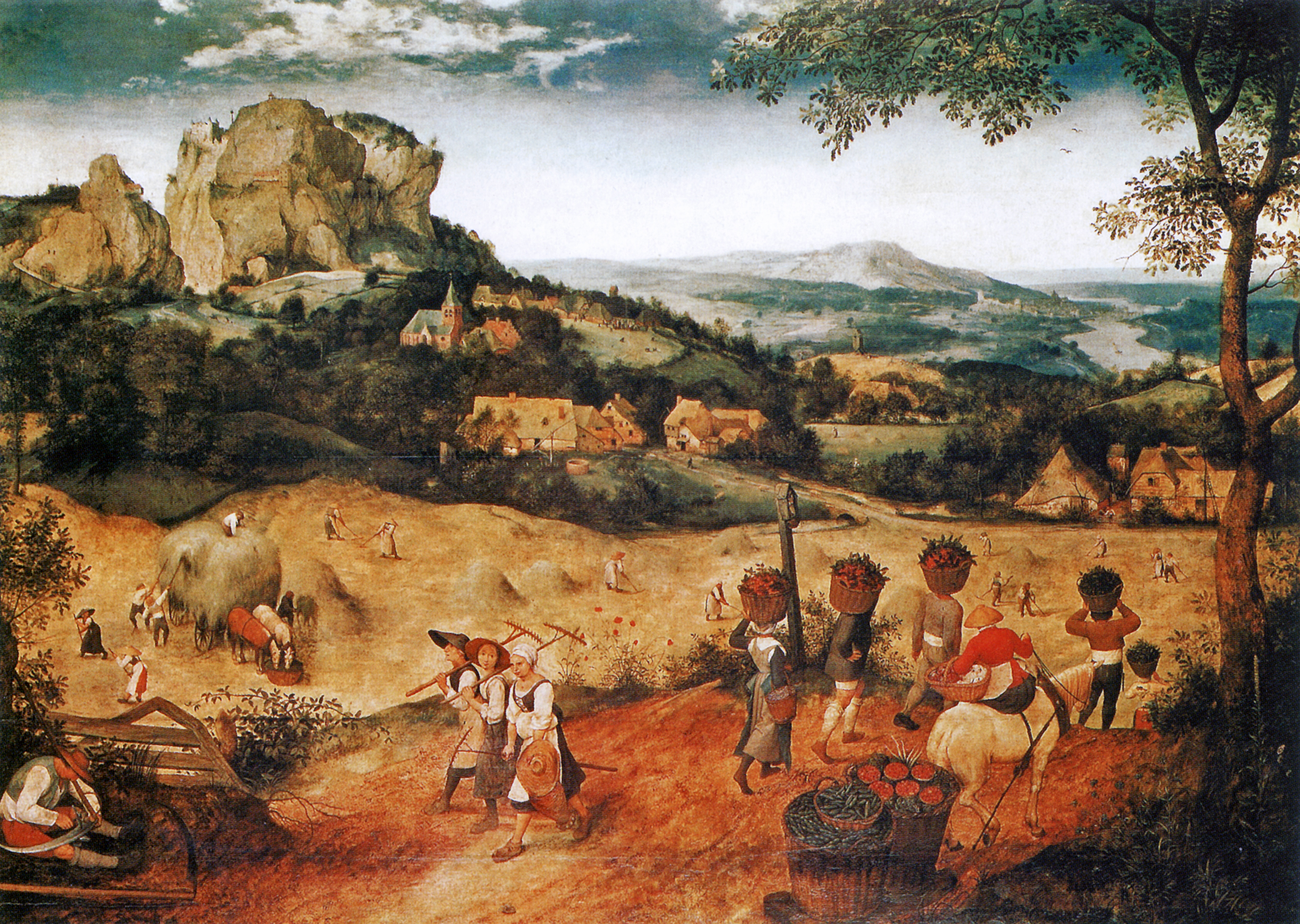
A ceifa do feno (1565), de Pieter Bruegel, no Palácio Lobkowitz, Praga

A ceifa do feno (em neerlandês:  De Hooi-oogst) é uma das pinturas a óleo sobre madeira componentes da série Os Meses, pintada por Pieter Bruegel em 1565, com 117 cm de altura e 161 cm de largura, e que se encontra actualmente no Palácio Lobkowitz, Praga.
A cena corresponde a um dos meses de início do verão, junho ou julho, com um grupo de camponeses ocupado na ceifa de feno e outras colheitas. Em primeiro plano, e a contar da esquerda está um homem a afiar a gadanha, depois três moças com ancinhos que se dirigem para a seara, e a seguir cinco carregadores com cestos aos ombros e à cabeça e ainda uma camponesa montada num cavalo que arrasta sobre uma esteira cestas cheias de legumes e frutos vermelhos. No plano intermédio está uma faixa de terreno a toda a largura da pintura num amarelo luminoso, onde os camponeses se dedicam a cortar, a recolher e a transportar num carro o feno.
Em fundo vêm-se algumas casas, uma aldeia na encosta e, à esquerda, um esporão rochoso com um castelo  num dos picos. À direita, a vista alarga-se com o vale de um rio que chega ao mar. Os diferentes planos são sublinhados pelos contrastes de tons quentes nos primeiros planos e frios em fundo.
Com as figuras humanas perfeitamente inseridas na natureza, domina uma sensação de tranquilidade, sem a azáfama habitual das obras de Bruegel. Também não há deformações caricaturais, mas antes um grupo de jovens mulheres. Ao pintar a estação quente, Bruegel quis retratar um ambiente de alegria e satisfação.

### Ceifeiros

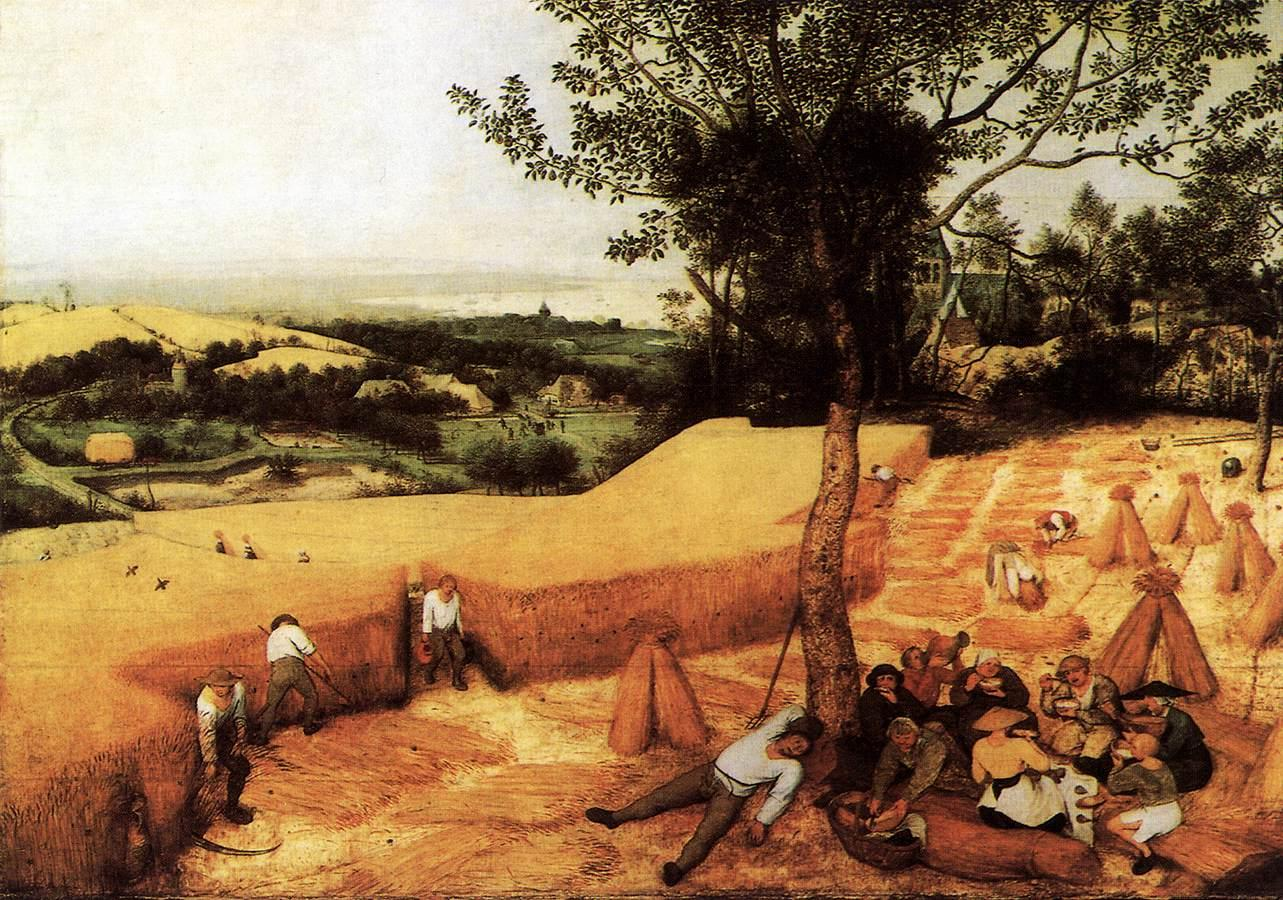
Ceifeiros (1565), de Pieter Bruegel, no Museu de História da Arte em Viena

Ceifeiros (em neerlandês:  De Oogst) é uma das pinturas a óleo sobre madeira componentes da série Os Meses pintada por Pieter Bruegel em 1565 e que se encontra actualmente no Museu Metropolitano de Arte, Nova Iorque
O quadro descreve o trabalho e o descanso num dia de verão, provavelmente em agosto. Em primeiro plano, do lado esquerdo, dois camponeses ceifam com gadanhas uma seara enquanto um terceiro chega vindo por uma vereda aberta na própria seara trazendo um cântaro de bebida em direcção a alguns companheiros que à sombra de uma pereira estão a comer, a beber e a descansar. Mais para trás, à direita, algumas mulheres fazem molhos com os caules já ceifados. A natureza estática das figuras do lado direito contrasta com o movimento das do lado esquerdo, estando o conjunto unido pela cor uniforme da seara que amplifica os gestos. O camponês deitado antecipa a pose de um personagem de A Terra da Lassidão também de Bruegel.
O amarelo das searas domina grande parte do quadro, enquanto o fundo tem uma tonalidade verde e esverdeada, além do azul-cinza claro do céu. Vê-se uma pequena igreja entre a folhagem da vegetação e, mais longe, uma aldeia e um castelo. Mesmo ao longe há figuras, estando uma a transportar feno numa carroça e outros camponeses diminutos estão em actividades recreativas. A colina da esquerda, para lá dos campos ao centro, está coberta também de searas. Ao longe, divisa-se um lago, ou braço de mar, esbatido pela neblina do calor estival.

### O regresso da manada

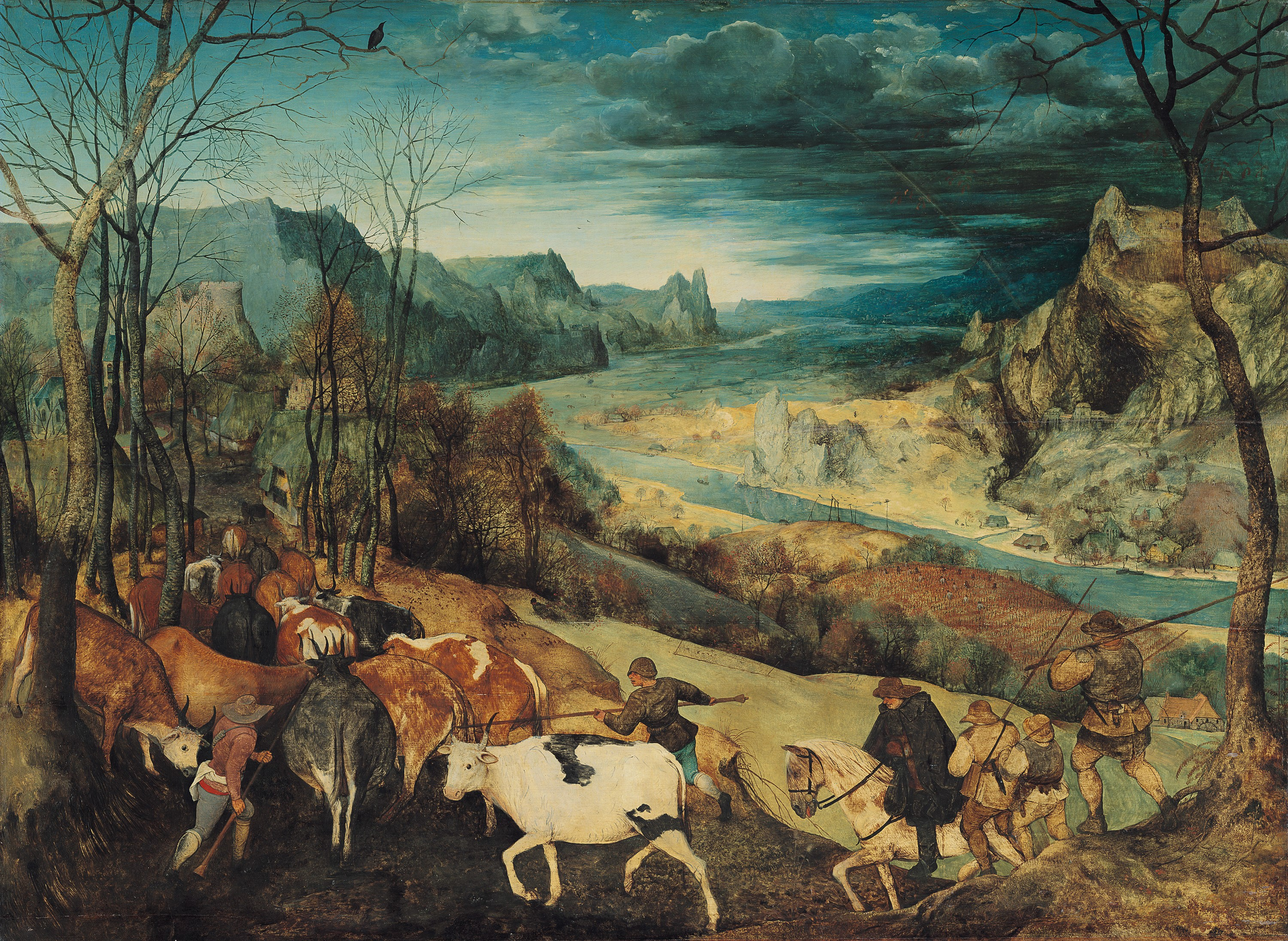
O regresso da manada (1565), de Pieter Bruegel, no Museu de História da Arte em Viena

O regresso da manada (em neerlandês:  Terugkeer van de Kudde) é uma das pinturas a óleo sobre madeira componentes da série Os Meses pintada por Pieter Bruegel em 1565 e que se encontra actualmente no Museu de História da Arte em Viena. Está assinada "BRVEGEL MDLXV".
A pintura representa provavelmente os meses de outubro e novembro, com a jornada cansativa de homens e animais de regresso da pastagem para o estábulo que se vê em segundo plano. O regresso das pastagens de uma manada ou de um rebanho é um tema de outono invulgar nos Países Baixos e pode ter resultado das impressões obtidas por Bruegel na sua passagem pela Suíça.
Como em outras obras do artista, a maior parte do quadro é preenchida por uma ampla paisagem, neste caso de outono, dominada pelo contraste entre as cores quentes da vegetação e as cores frias do céu que vai escurecendo do lado direito. A natureza e as mudanças geradas tanto pela sucessão das estações como pela actividade humana são cuidadosamente descritas. Em segundo plano, por exemplo, vê-se uma vinha vindimada e uma rede para caça de pássaros, sinais da presença humana.
A tempestade que se aproxima obtém muito do seu efeito nas montanhas colocadas na sua frente. A manada de vacas que se dirige para o estábulo constitui uma das suas criações mais livres. Se fosse necessário decidir qual o último quadro da série de Os Meses a ser executado, ou pelo menos com uma mão mais rápida e mais experiente, poderíamos afirmar ter sido esta paisagem do final do outono.

### Caçadores na neve
Caçadores na Neve (em neerlandês:  Jagers in de Sneeuw), também conhecida por Regresso dos Caçadores é uma das pinturas a óleo sobre madeira componentes da série Os Meses, pintada por Pieter Bruegel em 1565, com 117 cm de altura e 162 cm de largura, e que se encontra actualmente no Museu de História da Arte em Viena, Viena. Está assinado "BRVEGEL M.D.LXV."
A pintura apresenta uma cena invernal em que três caçadores regressam de uma caçada acompanhados pelos seus cães. A saída não foi bem sucedida pois apenas um dos homens carrega a carcaça de uma lebre. Em segundo ano, vários adultos e uma criança preparam comida numa fogueira no exterior duma pousada.
A impressão geral é a de um dia calmo, frio e nublado. A paisagem é um vale fundo e largo vendo-se um rio a serpentear e mais ao longe picos de montanhas. Vê-se uma azenha com o seu rodízio totalmente congelado e pessoas a patinar no gelo, a jogar hóquei e curl num lago congelado.